# 徳臨道
徳臨道（とくりん-どう）は中華民国北京政府により設置された山東省の道。

## 沿革
1915年（民国4年）10月に設置、道尹は徳県に設置され、下部に徳県、徳平、平原、陵県、臨邑、禹城、臨清、武城、夏津、恩県の10県を管轄した。1928年（民国17年）5月に廃止されている。

## 行政区画
廃止直前の下部行政区画は下記の通り。（50音順）
- 禹城県
- 恩県
- 夏津県
- 徳県
- 徳平県
- 武城県
- 平原県
- 陵県
- 臨清県
- 臨邑県